# Costituzione del Regno di Corsica
La Costituzione del Regno di Corsica venne redatta nel 1794, fu giurata dal ministro plenipotenziario del Regno Unito, Gilbert Elliot e fu controfirmata da Pasquale Paoli e Carlo Andrea Pozzodiborgo, venne redatta in italiano, prevedeva per la Corsica una monarchia costituzionale sotto protezione britannica (de facto una colonia inglese), il suffragio maschile censitario (molto allargato per l'epoca), poi prevedeva la divisione in pievi per l'elezione di un parlamento con due deputati per pieve. Il parlamento corso aveva la durata di due anni. Inoltre prevedeva la divisione della Corsica in 9 giurisdizioni con tutte a capo un presidente e un avvocato, veniva decretata la libertà di stampa e si definiva la Corsica una nazione con religione ufficiale il cattolicesimo e tollerava gli altri culti.